# Salvia caymanensis
Salvia caymanensis là một loài thực vật có hoa trong họ Hoa môi. Loài này được Millsp. & Uline miêu tả khoa học đầu tiên năm 1900.